# Memoria.cat
Memoria.cat és un portal web impulsat per l'Associació Memòria i Història de Manresa.
Es tracta d'un repositori que conté més de 20 webs amb milers de documents, imatges, vídeos i informacions relacionats amb la història de Manresa, especialment amb tot allò que fa referlència a la República, la Guerra Civil i el franquisme. El portal també inclou alguns documents especialment significatius de la història contemporània de Catalunya, trobats en diferents arxius.
El portal fou creat l'octubre de 2007 per l'historiador Joaquim Aloy, com a pàgina personal que agrupava els seus webs d'història. El febrer de 2009 va passar a ser el portal de l'associació. El 2010 va rebre el seu primer premi, el Premi d'Història Sapiens 2010, per la feina de divulgació de la Història a través de les noves tecnologies. Un any després rebria un altre premi, aquest cop de la Comissió de la Dignitat. El maig del 2013 va rebre el Premi Regió7 i Televisió de Manresa corresponent a l'àmbit de comunicació. Al seu torn, el web de Joaquim Amat-Piniella va ser nominat al IV Premi Lletra de pàgines web de literatura catalana per ser punt obligat de referència sobre l'autor pel volum i la qualitat de la informació i la documentació aplegades.

## Premis i reconeixements
- 2010 - Premi d'Història Sàpiens[3]
- 2011 - Premi Dignitat, concedit per la Comissió de la Dignitat[4]
- 2013 - Premi Regió7 i Televisió de Manresa any 2013 corresponent a l'àmbit de comunicació[5][6]